# غاري بانرمان
غاري بانرمان هو صحفي كندي، ولد في 23 مايو 1947 في سيدني ‏ في كندا، وتوفي في 11 يوليو 2011 في فانكوفر في كندا.